# 钦公塘
钦公塘（又名护塘背塘、外捍海塘、小护塘）是上海的一条海塘，位于里护塘东面，相距约2公里。钦公塘为南北走向，起点与里护塘一样是浦东南跄口，经合庆，蔡陆，施湾，从黄路进入奉贤，在四团五墩附近和里护塘相接，海塘全长30.8公里。

## 历史
明万历十年（1582年），浦东地区遇特大浪潮袭击，海水漫过里护塘一丈多，故在万历十二年（1584年）修筑里护塘的预备塘，是为该塘。清雍正十年，浦东再遇浪潮袭击，该塘多处被毁，一年后，时任松江府南汇县知县钦琏采用以工代赈重筑此塘，该塘因此而改名钦公塘。后于乾隆十二年至十四年间重筑一次。1972年，钦公塘被夷平放宽，成为川南奉公路的一部分。